# Thomas Osborne, 4. Duke of Leeds

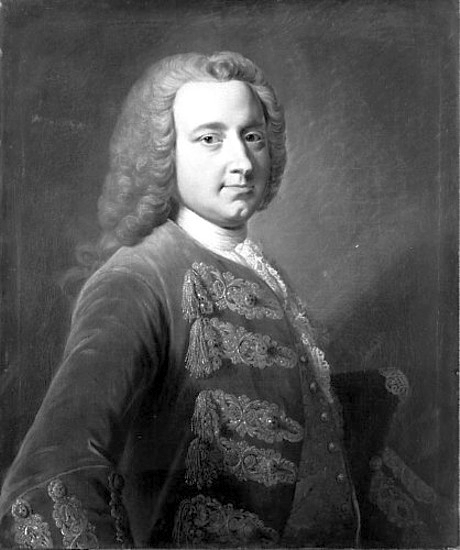
Thomas Osborne, 4. Duke of Leeds

Thomas Osborne, 4. Duke of Leeds KG, PC, FRS (* 6. November 1713; † 23. März 1789) war ein britischer Aristokrat (Peer) und während der Regentschaft von Georg II. und Georg III. ein hoher Staatsbeamter.

## Leben
Thomas Osborne war der erste Sohn von Peregrine Hyde Osborne, 3. Duke of Leeds (1691–1731) und Elizabeth Harley (1686–1713), Tochter von Robert Harley, 1. Earl of Oxford and Mortimer. Zunächst führte er den Höflichkeitstitel Earl of Danby, später wurde er nach dem Tod seines Vaters 1731 Duke of Leeds. 1740 heiratete Osborne Mary Godolphin (1705–1764), Tochter von Francis Godolphin, 2. Earl of Godolphin. Sie hatten zwei Söhne, Thomas Osborne (1747–1761) und Francis Godolphin Osborne, der später die Titel des Vaters erbte.
1749 wurde Osborne als Knight Companion (KG) in den Hosenbandorden aufgenommen und 1757 als Privy Counsellor (PC) Mitglied des Privy Council. 1756 stieg Osborne zum Cofferer of the Household auf und beaufsichtigte als Officer of State die Officers of the Household. Dieses Staatsamt übte er bis 1761 aus. Von 1761 bis 1776 war er als Reiserichter (Justice in Eyre north of Trent) richterlich tätig. 1766 verstarb sein Schwiegervater Francis Godolphin. Da dieser keine männlichen Nachkommen mehr besaß, erbte Thomas Osborne den Familiensitz Godolphin House in der Grafschaft Cornwall. Osborne starb 1789 im Alter von 75 Jahren.